# Fadental
Das Fadental (früher auch Fadenthal) ist ein Tal und kleiner Ort an der Grenze südliches Mostviertel zu Mariazellerland in Niederösterreich und gehört zur Gemeinde St. Aegyd am Neuwalde im Bezirk Lilienfeld.

## Geographie
Das Fadental liegt sehr abgelegen 15 Kilometer westlich von St. Aegyd und 6½ Kilometer nordöstlich von Mariazell in den südlichen Türnitzer Alpen. Es wird von der Schwarzen Walster über die Salza zur Enns entwässert und bildet deren gut 1 km langen Quelllauf von der Lärchalm bis zur Einmündung des Lauterbachs. Nördlich liegt der Große Sulzberg (1400 m ü. A.), südlich die nur bis 1000 m hohen kleinen Berge am Hubertussee (Schlagkogel, Sonnwendkogel, Rehkogel).
Der Ort Fadental befindet sich auf um die 900 m ü. A. Höhe unmittelbar an der Landesgrenze, die im Bach verläuft. Er umfasst ein Dutzend Gebäude. Zur Gemeinde St. Aegyd bildet er den westlichsten Ort und eine orographische Exklave. Er ist nur auf einem Stichsträßchen von der kleinen Straße von Ulreichsberg durch das Tal der Walster ins Halltal erreichbar. Die Lärchalm bildet auch den Sattel zum Otterbach. Durch seine abgeschiedene Lage hat der Ort auch eine steirische Postleitzahl (8…).
|                                                                   | Annarotte (Gem. Annaberg)                                         | Ulreichsberg |
| Friedenstein Mitterbach am Erlaufsee (beide Gem. Mitterbach a.E.) | Kompassrose, die auf Nachbargemeinden zeigt                       |              |
|                                                                   | Walstern (Halltal, Gem. Mariazell, Bez. Bruck-Mürzzuschlag, Stmk) |              |

## Geschichte und Infrastruktur
Für das Hüttenwerk in Schmelz begann man 1773 mit Schlägerungen, wozu später auch evangelische Holzknechte aus dem Ötschergebiet beschäftigt wurden, die um die Mitte des 18. Jahrhunderts aus der Gosau gekommen waren. Diese ließen sich in Fadental nieder, wurden der evangelischen Pfarre in Mitterbach am Erlaufsee zugewiesen und bemühten sich um den Schulunterricht für ihre Kinder, der anfangs vom Mitterbacher Schulmeister Pehofer stets für einige Monate im Jahr übernommen wurde, bis 1859 eine Schule errichtet wurde. 1882 erhielt diese Schule das Öffentlichkeitsrecht, blieb sie bis 1938 eine Privatinstitution der evangelischen Schulgemeinde.
Laut Adressbuch von Österreich war im Jahr 1938 in Fadental ein Gastwirt ansässig. Sportler unterschiedlicher Disziplinen halten hier in den Türnitzer Alpen gerne ihre Trainingslager ab. Das Tal wird von Sportlern im Sommer zum Mountainbiken und Wandern und wurde früher im Winter zum Langlaufen genutzt, mittlerweile werden aber keine Loipen mehr gespurt. 
Als Weitwanderwege führen der Mariazellerweg (hier 06B) Ottenbach – Lauterbach und weiter nach Josefsberg (oder in die Annarotte), Ost–West der Niederösterreichische Landesrundwanderweg (NLW) die Grenze Ottenbach – Mühlgraben nach Friedenstein, und der Waldmarkweg (622) vom Hubertussee und dann durch den Schindelgraben nach Mitterbach am Erlaufsee.

## Nachweise
1. ↑  Adressbuch von Österreich für Industrie, Handel, Gewerbe und Landwirtschaft, Herold Vereinigte Anzeigen-Gesellschaft, 12. Ausgabe, Wien 1938 PDF, Seite 239